# Dendrogramma
Dendrogramma is een geslacht van Metazoa. Er zijn twee soorten benoemd: Dendrogramma enigmatica en Dendrogramma discoides.
In juli 1986 werden tijdens een onderzoek van de zeebodem bij Tasmanië, ten zuiden van Point Hicks op de zuidkust van Australië, van diepten van vierhonderd en duizend meter achttien specimens van raadselachtige levensvormen opgehaald. Deze werden gefotografeerd en daarna geconserveerd in formaldehyde en daarna ethanol. Bij een vervolgonderzoek in 1988 lukte het niet nieuwe exemplaren te vinden. Na lang theoretisch onderzoek werd besloten ze te benoemen als een nieuw geslacht.
In 2014 werd het geslacht Dendrogramma benoemd en beschreven door Jean Just, Reinhardt Møbjerg Kristensen en Jørgen Olesen. De geslachtsnaam is afgeleid van een dendrogram; de gastrovasculaire kanalen in de schijf hebben namelijk de vorm van zo'n boomdiagram.
De typesoort is Dendrogramma enigmatica. De soortaanduiding verwijst naar het feit dat de soort een raadsel, enigma, was. Het holotype is NMV F65709, een van de op duizend meter diepte gevonden exemplaren. De paratypen zijn dertien verdere specimina met de inventarisnummers NMV F60459 (negen specimina), ZMUC-DEN-01 (twee specimina), ZMUC-DEN-02. en NMV F60458.
De tweede soort is Dendrogramma discoides. De soortaanduiding verwijst naar de "schijfvormige" bouw. Het holotype is NMV F65710. De paratypen zijn NMV F65711 en ZMUC-DEN-03.
De beschrijvers gaven een diagnose. Dendrogramma is een meercellig organisme. Het is diploblastisch, dus met twee kiembladen. Het heeft een mesoglea. Het lichaam is verdeeld in een cilindrische steel en een brede platte schijf. Op de ronde punt van de steel bevindt zich een enkelvoudige ronde mondopening op een licht verzonken zone met lobben. Het gastrovasculair systeem bestaat uit een enkelvoudige buis, of farynx, centraal in de steel, die van de mondopening naar de basis van de schijf loopt en zich daar begint te splitsen, waarbij de voedingskanalen in de schijf haaks op de steel staan.
In 2015 werd duidelijk dat de twee soorten in feite afgebroken delen vertegenwoordigden van één soort van de buiskwallen.